# Portooptimierung
Unter Portooptimierung versteht man die Aufbereitung von Briefen oder Werbemailings nach bestimmten Richtlinien eines Postanbieters, so dass der Einlieferer der Sendungen in den Genuss von Teilleistungsnachlässen, bzw. Rabatten kommt. Die Gewährung der Vorleistungsrabatte ist daran geknüpft, dass die Sendungen nach Briefarten in Gebinden zusammengefasst werden und zwar nach Regionen, den sogenannten Postleitgebieten, einzelnen Postleitzahlen oder sogar Bezirken, die von einem einzelnen Postzusteller bedient werden.
Die Portooptimierung wird von Kunden oder deren Dienstleistern (Druckereien, Lettershops oder Mailrooms) zumeist in zwei Schritten vorgenommen:
1. Die EDV-gestützte Aufbereitung der Empfängeradressen
2. Die physische Zusammenfassung der Sendungen zu Gebinden, die sogenannte Konsolidierung.

Bei der Deutschen Post AG ist die Portooptimierung bei den Produkten Dialogpost, Standardbrief, Kompaktbrief, Großbrief und Maxibrief möglich, bei der Österreichischen Post AG beim Produkt Info.Mail und bei der Schweizerischen Post bei der A- und B-Post sowie bei der B-Post-Massensendung.